# Wohnen am Kleistpark
Wohnen am Kleistpark (letteralmente: "vivere al Kleistpark", dal nome del limitrofo parco pubblico) è un edificio residenziale di Berlino, sito nel quartiere di Schöneberg. Importante esempio di architettura degli anni settanta del XX secolo, è posto sotto tutela monumentale (Denkmalschutz).
Scherzosamente è anche soprannominato "Sozialpalast" ("palazzo sociale", poiché ospita appartamenti di edilizia sociale) o "Pallasseum" (crasi di "Pallasstraße" – la via sulla quale si affaccia, e "Kolosseum" – per via delle sue dimensioni imponenti).

## Storia
L'edificio fu costruito dal 1974 al 1977 su progetto di Dietmar Grötzebach, Günter Plessow, Jürgen Sawade e Dieter Frowein. Sorge sull'area precedentemente occupata dal Palazzo dello Sport di Berlino, demolito nel 1973.
Nel 2017 venne posto sotto tutela monumentale (Denkmalschutz).

## Caratteristiche
L'edificio, che conta complessivamente 541 appartamenti, si compone di diversi corpi di fabbrica: il corpo principale, alto 14 piani, è posto in direzione nord-sud e scavalca sia la Pallasstraße, sia un vecchio bunker risalente alla seconda guerra mondiale.
Perpendicolarmente al corpo principale sono posti tre corpi secondari, di 6 piani, che si affacciano verso est sulla Potsdamer Straße.
Il progetto originario prevedeva che il tetto dell'edificio fosse praticabile e adibito ad attività sportive; tale proposta rimase tuttavia irrealizzata.

## Galleria d'immagini

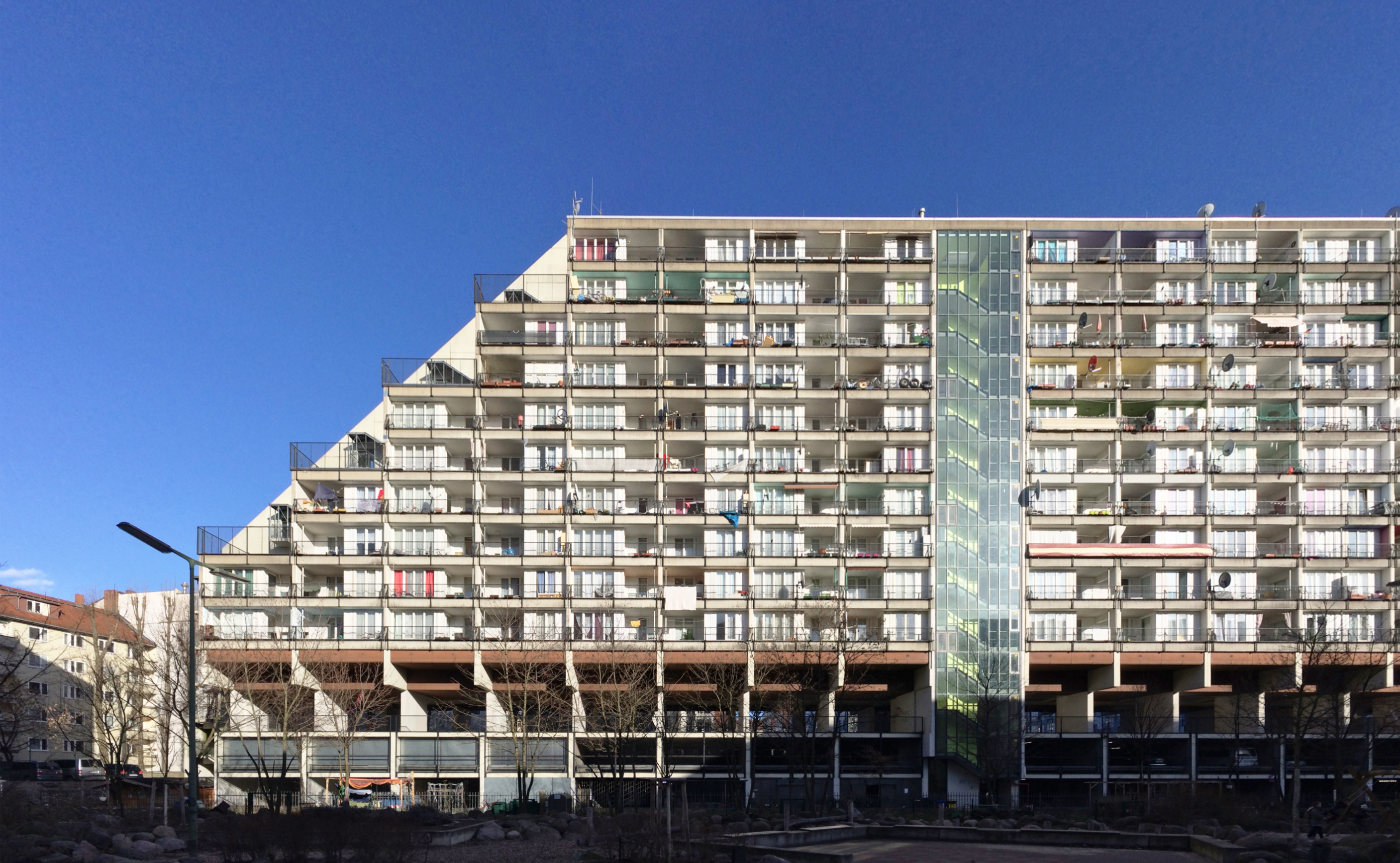
L'estremità nord con le terrazze
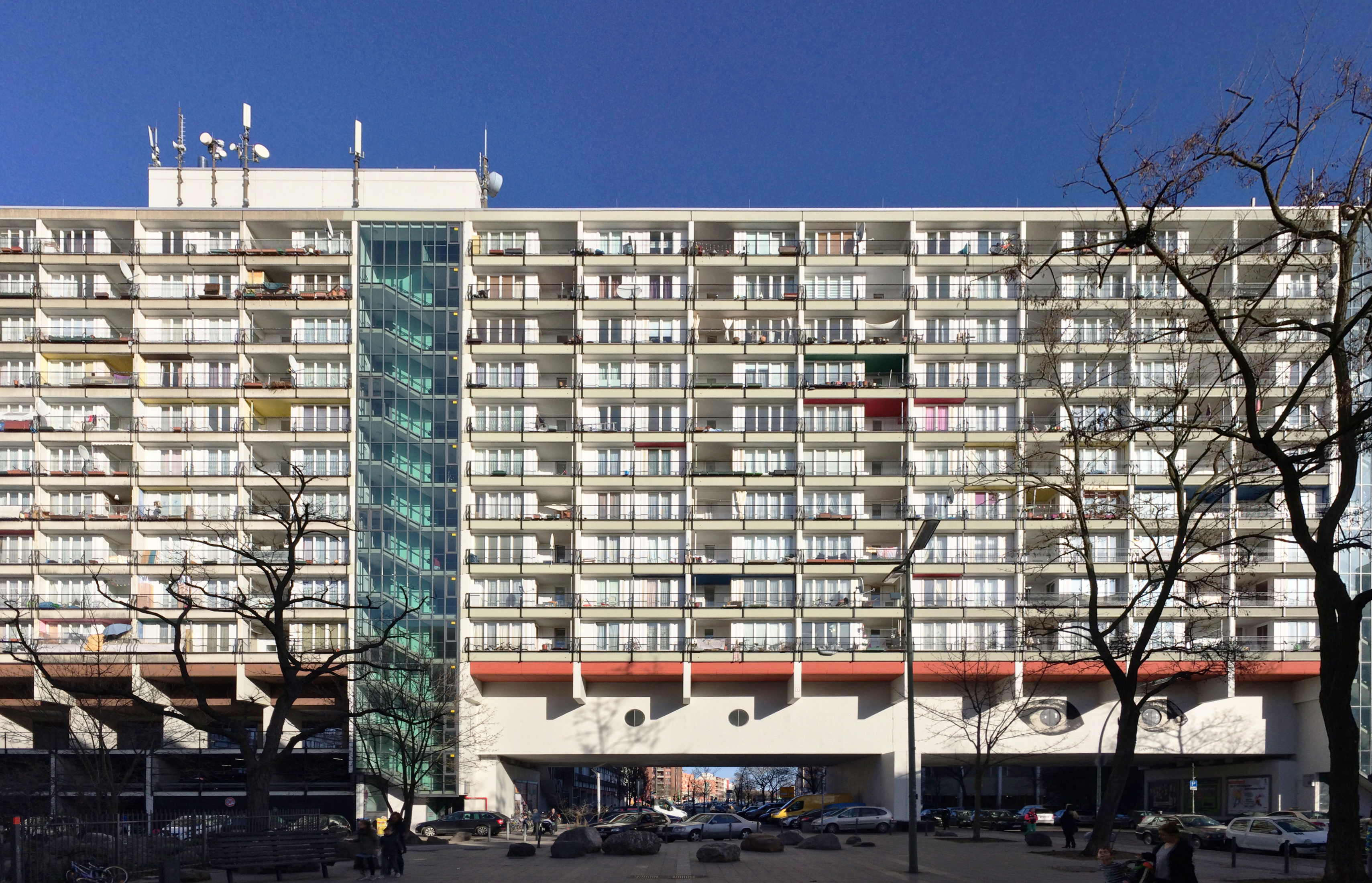
Vista dalla Pallasstraße